# Michotamia demeijerei
Michotamia demeijerei là một loài ruồi trong họ Asilidae. Michotamia demeijerei được Oldroyd miêu tả năm 1975.